# Juraj Branjug
Josip Branjug (Zagorska Sela, 11. studenoga 1677. – Zagreb, 1748.) zagrebački biskup od 1723. do 1748.

## Životopis
Rođen je 11. studenoga 1677. u Zagorskim Selima. U Zagrebu završava srednjoškolsku izobrazbu. Nakon toga studira filozofiju na Hrvatskom kolegiju u Beču, da bi poslije završetka bio upućen na studij teologije u Bologni. Svećeničko ređenje prima 14. lipnja 1702. da bi zagrebačkim kanonikom postao u ožujku 1708.
Nakon što je zagrebački biskup Mirko Esterhazy postao biskupom u Veszprému (u Ugarskoj), želio je da ga naslijedi Juraj Branjug. Tako 20. kolovoza 1723. postaje zagrebačkim biskupom. Za vrijeme dvadesetgodišnje biskupske službe razvija aktivnu djelatnost na području pastorizacije i potiče održavanje pučkih misija i katehizaciju.
Godine 1729. izdaje zagrebački obrednik i ukida ugarski. Bio je poznat po skrbi za mlade, dao je tiskati priručnike za pastoralni rad, utemeljio je dvije nove župe. Bio je i poznat kao branitelj crkvenih prava – posebno u obrani posjeda koje su drugi prisvojili. Posebno je bio je poznat kao graditelj: djelomično je popravio, a većim dijelom iz temelja izgradio biskupsku palaču u Zagrebu i pribavio namještaj.
U Požegi je iz temelja izgradio biskupsku palaču, a izgradio je i brojne nove crkve. Bio je banski namjesnik, sudjelovao je u državničkim poslovima, poglavito je bio zauzet u djelatnostima oko obrane od Turaka.